# 秦祁乡
秦祁乡，是中华人民共和国甘肃省定西市渭源县下辖的一个乡镇级行政单位。

## 行政区划
秦祁乡下辖以下地区：
白土坡村、武家山村、糜川村、铜钱村、豹子沟村、西坪村、秦祁村、中坪村、岗家岔村、芨芨沟村和杨川村。